# Mer de Thrace
La mer de Thrace (grec moderne : Θρακικό Πέλαγος / Thrakikó Pélagos) est la partie nord de la mer Égée. Les régions entourant cette mer sont la Macédoine et la Thrace en Grèce, ainsi que le nord-ouest de la Turquie. L'ensemble de cette mer se situe au nord du 40e parallèle : elle est limitée au sud par l'île de Lemnos. 
On trouve en mer de Thrace les îles grecques de Thasos et Samothrace et l'île turque de Gökçeada (Imbros en grec) formant les Sporades thraces.
Les rivières qui se jettent dans cette mer sont notamment le Mesta et l’Evros/Meriç.

## Ports

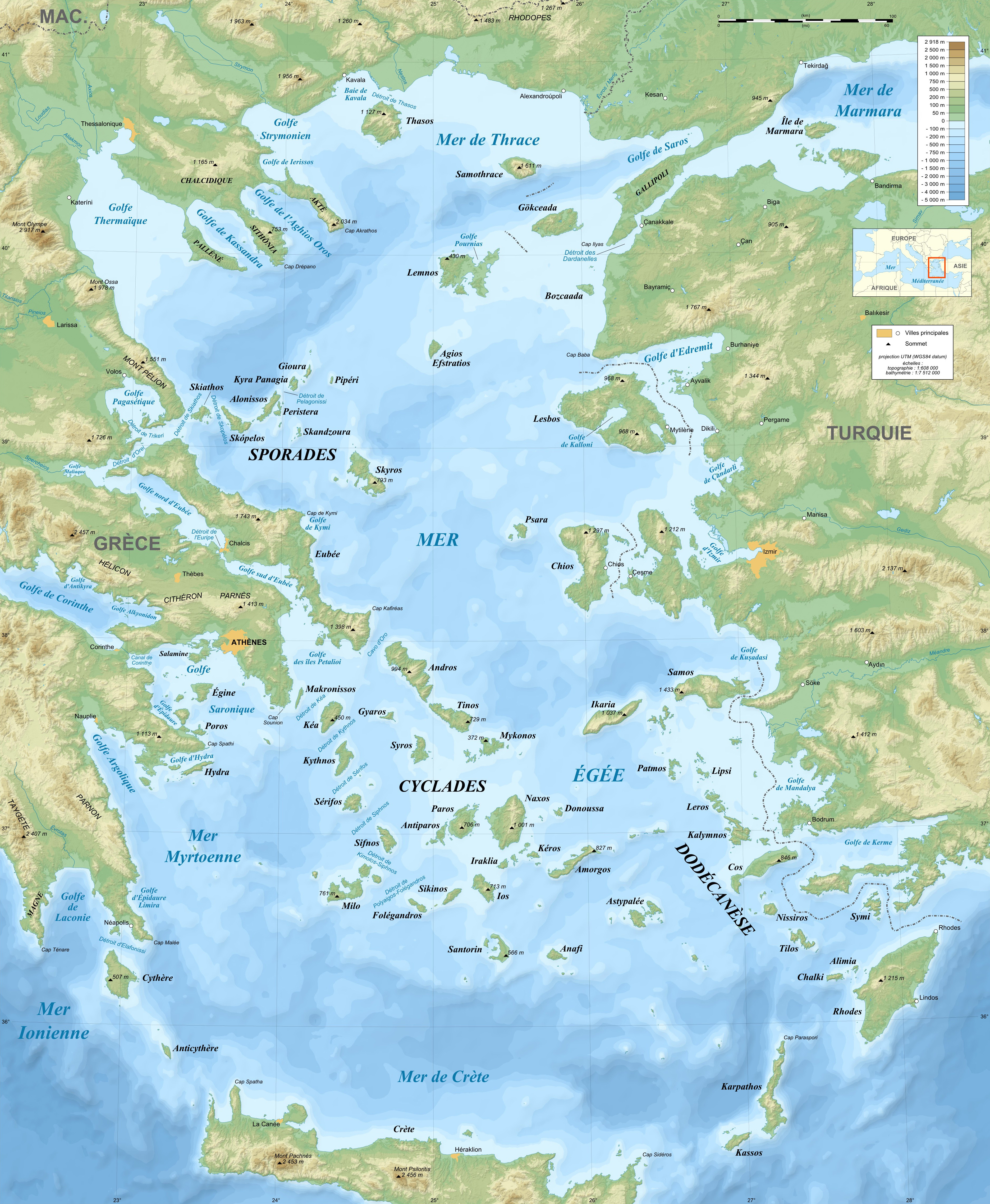
Carte de la mer Égée avec la mer de Thrace au nord.

- Amfipoli
- Kavála
- Alexandroúpoli
- Thasos
- Samothrace
- Bozcaada, Turquie